# ペルケトゥス
ペルケトゥス（学名：Perucetus）は、ペルー南部のイカ渓谷から化石が発見された、古第三紀始新世の海洋に生息したクジラの属。13本の椎骨・4本の肋骨・1本の部分的な寛骨が発見されており、体長は17 - 20メートル、体重は85 - 340トンと推定される。体長はシロナガスクジラに及ばないものの、体重は同等かそれを上回る水準にあり、最大の推定値では地球史上最も重い動物となる。
生息した時代は約3700万年前から約3900万年前で、当時の浅海域に生息したとみられる。バシロサウルスの近縁属であり、頭蓋骨が発見されていないため厳密に何を常食したかは不明であるが、底生生物や死骸を摂食した可能性が指摘されている。遊泳速度はその巨体ゆえに遅く、柔軟な体による波動運動で推進力を得ていたとされる。
表記ゆれとして、ペルセトゥスがある。

## 発見と命名
ペルケトゥスは2006年にペルー共和国のイカで開始された発掘調査の最中に発見された。発見者は記載論文の共著者であるマリオ・ウルビナであり、2010年に化石が発見された際には、化石はその形状から動物の骨ではなく単なる岩石と認識されていた。その後の調査で作成した薄片から本標本が脊椎動物の化石であることが明らかになり、約10年をかけて研究が進められた。記載論文は2023年8月2日にジオバンニ・ビアヌッチを筆頭著者として科学雑誌『ネイチャー』に掲載された。
発見された化石は13個の椎骨と4本の肋骨および部分的な寛骨からなり、いずれも産出層準はParacas層Yumaque部層であった。ホロタイプ標本（標本番号：MUSM 3248）は、調査に参加したペルー人古生物学者のチームが所属する研究機関である国立サンマルコス大学に付属する、リマの自然史博物館で保管・展示されている。
ホロタイプ標本に基づき、新属新種ペルケトゥス・コロッスス（Perucetus colossus）が命名された。属名は化石がペルーで発見されたことにちなみ、ペルーの国名とラテン語で「クジラ」を意味するcetusに由来する。種小名は当該生物の体躯と体重から古代ギリシャ語のkolossósに由来する。

## 特徴

### 形態
ペルケトゥスの椎骨は僅かしか発見されていないため、脊柱のうち各種類の椎骨がそれぞれ何個存在したかによって全長の推定値は変化する。記載論文においてビアヌッチらは複数の化石クジラ類を参考にペルケトゥスをスケーリングしている。20個の胸椎と17個の腰椎を持つシンチケトゥスの場合では20.0メートル、バシロサウルス（18個の胸椎・19個の腰椎）やドルドン（17個の胸椎・20個の腰椎） では20.1メートル、パキケトゥスでは17メートルの推定値が得られている。なおパキケトゥスを参考に使用した理由は、ペルケトゥスが他のバシロサウルス科哺乳類よりも椎骨が少なかった場合を想定したことによる。
ペルケトゥスの寛骨は顕著に小型化しているものの、発達した寛骨臼が保存されており、クジラ類の中でも祖先的な形質状態が示唆される。しかし、寛骨の形状はバシロサウルスのものとは異なっており、また腸骨の近位端は他の初期のPelagiceti（新鯨類を含む分類群）よりも顕著に頑強である。腰椎の椎体はバシロサウルス亜科やパキケトゥス亜科と同様に長く伸びているが、これらのグループの最も極端な属種のプロポーションには達していない。肋骨の先端は大型でかつ棍棒のような形状をなしており、これはバシロサウルスと類似する特徴である。

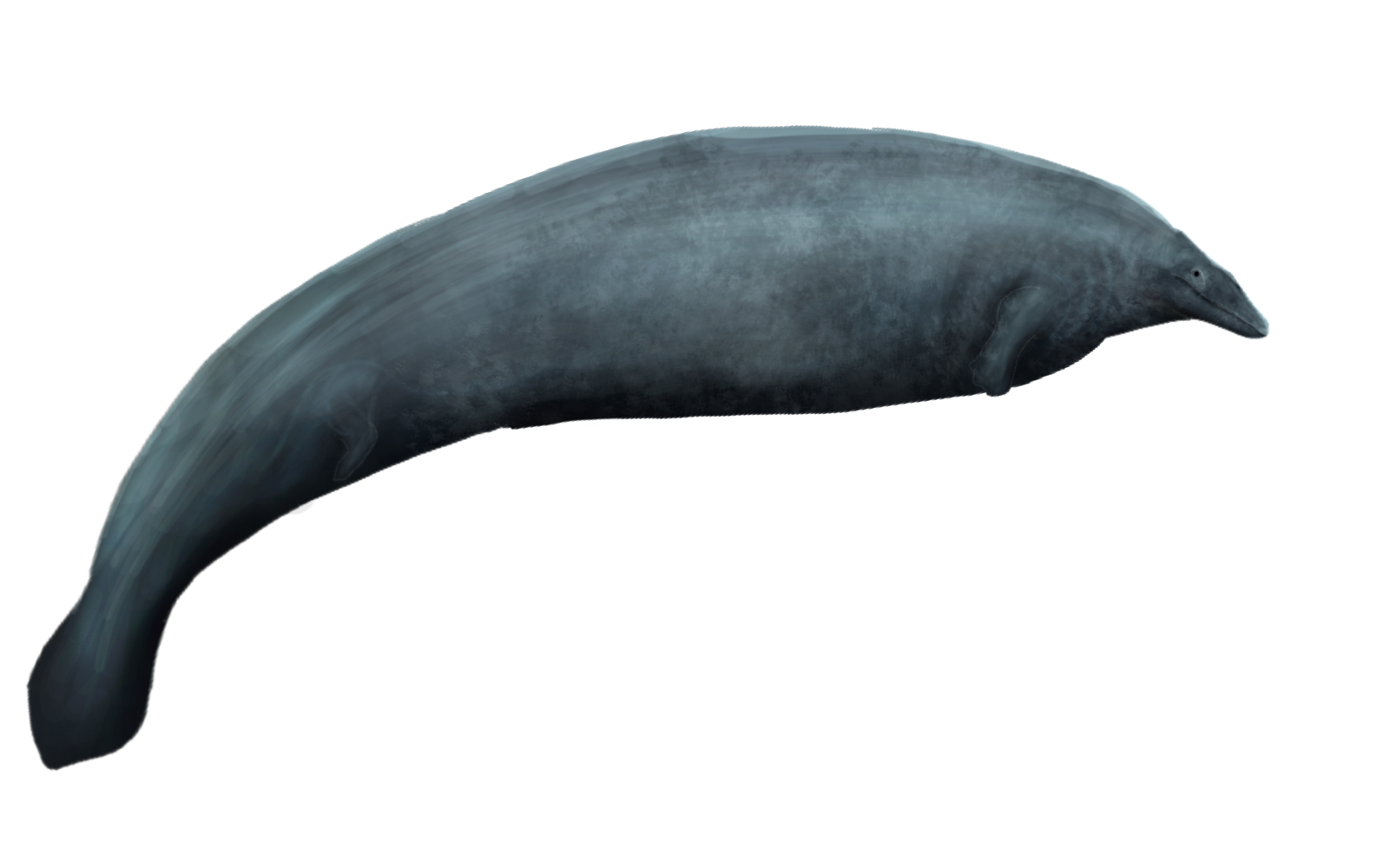
マナティー状の尾で復元された思弁的復元図

ペルケトゥスの最も特徴的な点は、既知のクジラ類と比較して骨が高度に厚く緻密化している点である。こうした緻密骨の発達はパキケトゥス亜科を含むバシロサウルス科や海牛目の海棲哺乳類で知られているが、ペルケトゥスの水準に達するクジラ類は存在しない。ビアヌッチらはパキケトゥス亜科でも骨の増大が起きていることや、ペルケトゥスの骨の増大が一様に見られることから、この状態が病変に由来することを否定している。緻密骨の発達は骨の微細な構造としても認めることができる。肋骨には他の動物の骨に見られる髄腔が存在せず、また骨を貫通する血管は細い。後者の特徴はペルケトゥスが成熟したことを示すだけでなく、すでに緻密な骨の性質をさらに向上させている。

### 体重
ペルケトゥスの体重は85 - 340トン、その平均値は180トンと見積もられている。体液や軟組織を度外視した骨格だけでもその重量は5.3 - 7.6トンに達しており、これはより大型のシロナガスクジラの骨格の2倍から3倍におよぶ。体重の推定は、現生哺乳類の骨格と全身の体重の関係に基づいている。特筆すべき点は、クジラの骨格は全体重に比較して軽いのに対し、ジュゴンやマナティーなどは非常に緻密な骨格が陸上哺乳類と同様に体重に大きく寄与する点である。ビアヌッチらは、特に密度の低い莫大な脂肪が存在した可能性に触れ、バシロサウルス科哺乳類の体重決定の難しさを指摘している。海牛目の哺乳類に基づいて計算した場合、体重は85トンと算出された。鯨類で最も低い骨格重量と総重量との比率と、最も高い推定骨格重量を組み合わせた場合、最大340トンとなる。一方、平均値は180トンとなる。このことから、ペルケトゥスの体長は現生のシロナガスクジラを下回った一方で、体重はそれを上回った可能性がある。
この体重推定には様々な見解がある。アメリカ自然史博物館のニコラス・パイエンソンは、ナショナルジオグラフィックの取材に対し、体の前半分の化石が未発見であることが重要な課題であるとコメントした。加えて彼は推定値に対し懐疑的なコメントをしており、60トンから80トンの推定値でも重すぎると述べた。ロンドン自然史博物館のトラビス・パークは、ペルケトゥスがシロナガスクジラと異なる生態を持っていながらそれに匹敵する体重を有することに触れ、最初期のクジラ類の大型化をこれまでの研究者は過小評価していたとした。
2024年には最初の推定体重に関して異論が唱えられた。元の推定は海牛を元にした算出による過大評価であるとされ、クジラを元にすると60トンから120トン程度とされた。

## 分類
高度に小型化した寛骨と円形の椎体を伴う多数の腰椎から、ペルケトゥスはPelagicetiの属と判断された。発達した寛骨臼からは、特にバシロサウルス科（バシロサウルスやシンチケトゥスなど）やラノセトゥス科（ラノセトゥスやミスタコドン）に近縁であることが示唆される。ビアヌッチらは本属をバシロサウルス科に分類した。

## 古生物学
ペルケトゥスはその巨体と骨密度ゆえに上陸が不可能であり、これはバシロサウルス科への分類と整合するものである。ペルケトゥスの骨に高度な緻密化が見られることは、本属が現生のマナティーと同様に浮力を調整して浅瀬で生活していたことを示唆するものと考えられる。特に体が大きく体重も重いペルケトゥスの場合、乱流の多い海域においても打ち寄せる波に耐えることができたと推測される（同じく巨体であったステラーカイギュウ Hydrodamalis gigas も同様）。なお、ペルケトゥスに限らず、バシロサウルス科も遠洋よりも沿岸海域を好んでいたとされる。
化石が断片的なためペルケトゥスの運動能力は定かではないが、ある程度の示唆はなされている。長く伸びた椎体からは、マナティーと同様に軸方向のうねりを利用して泳いでいた可能性が示唆される。また、椎骨の横突起の形状や椎骨自体の大きさもペルケトゥスの遊泳様式に制限を加える要因であり、背側や左右への屈曲には限界があったが、腹側への屈曲能力は高かったことが示唆される。このため、ペルケトゥスはバシロサウルスで示唆される左右方向の波動運動ではなく尾を緩慢に上下に揺らして遊泳したことが示唆される。こうした腹側への屈曲は、呼吸に際して水面へ浮上する際に役立った可能性がある。骨の高密度化と巨大化が組み合わさってどのように機能したのかは完全には解明されていないが、うねる動きにかかるエネルギーコストの削減や、長時間の潜水能力に関連している可能性がある。
ペルケトゥスは頭蓋骨が発見されていないため厳密に何を常食していたのかは不明であるが、体骨格からある程度の推測が可能である。まず、その運動能力から、高速遊泳する魚類を追跡して捕食した可能性は低い。また、海牛類との類似性が指摘されてこそいるものの、クジラ類で植物食性に適応した種は知られていないため、ペルケトゥスが海藻を摂食した可能性も低い。ペルケトゥスの食性については大きく2つの可能性が示唆されている。1つは、底魚・甲殻類・軟体動物といった底生生物を摂食した可能性であり、この場合には現生のコククジラのような吸引摂餌・濾過摂餌も想定される。もう1つは大型のサメのように沈没した脊椎動物の死骸を漁るスカベンジャーとして振舞った可能性である。しかし結局のところ、より良い化石が発見されるまではペルケトゥスの厳密な生態は不明である。